# Петроглиф (национальный памятник)
Петроглиф англ. Petroglyph National Monument — национальный монумент в США, статус присвоен 27 июня 1990 года. Тянется на 27 км вдоль Западной Месы (вулканического базальтового образования) к западу от Альбукерке, штат Нью-Мексико. Занимает площадь 29,28 км², находится в совместном управлении города Альбукерке и Службы национальных парков.
На территории монумента представлена богатая и разнообразная природа, в том числе, на западной границе, пять спящих вулканов,
Также имеются сотни археологических памятников и около 25 000 изображений на камнях, вырезанных как индейцами, так и ранними испанскими поселенцами. Во многих изображениях можно опознать животных, людей, знаки для клеймения скота, кресты; некоторые изображения довольно сложны, их трудно интерпретировать.